# Takwa

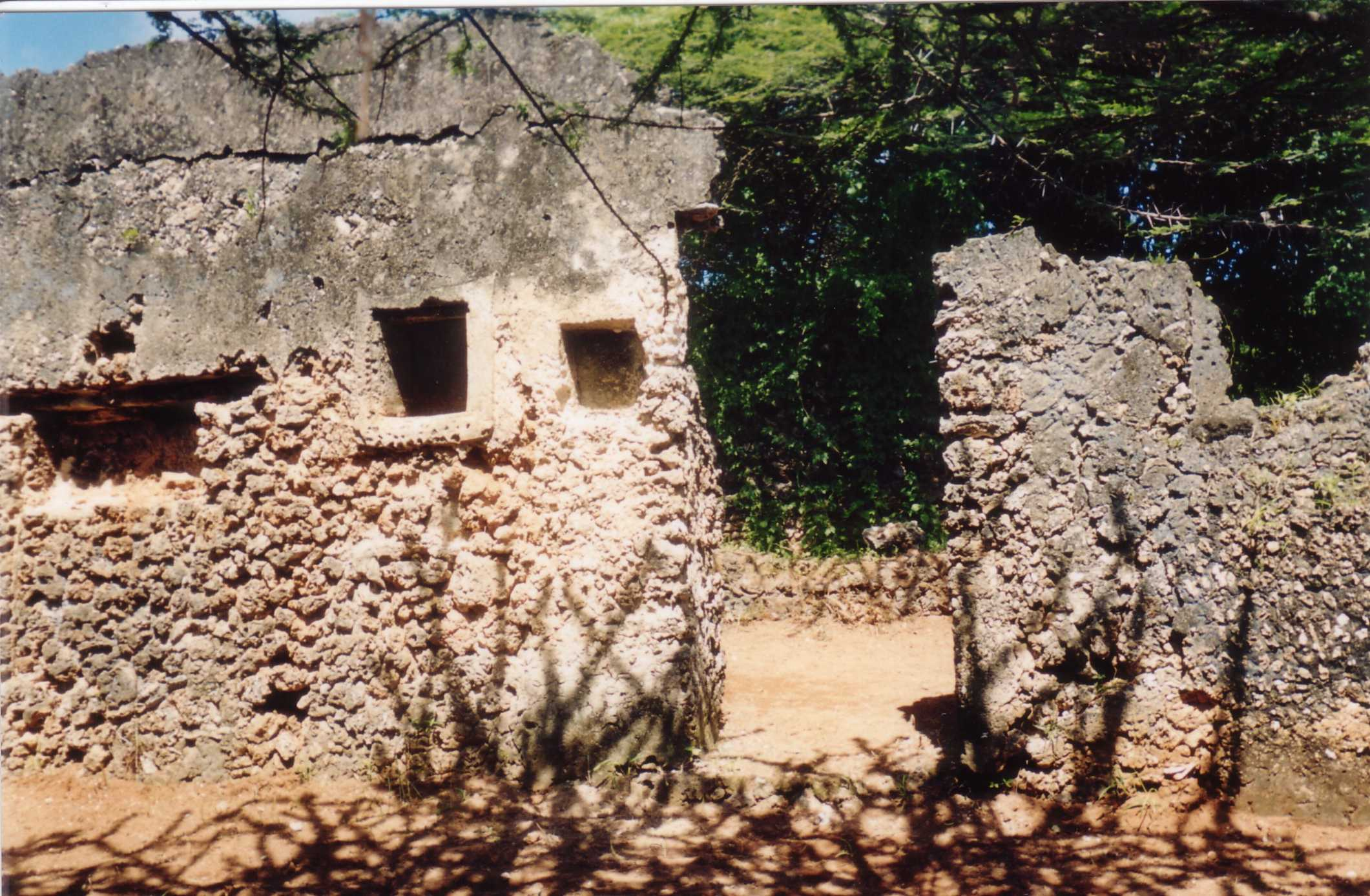
Ruinen, 2001

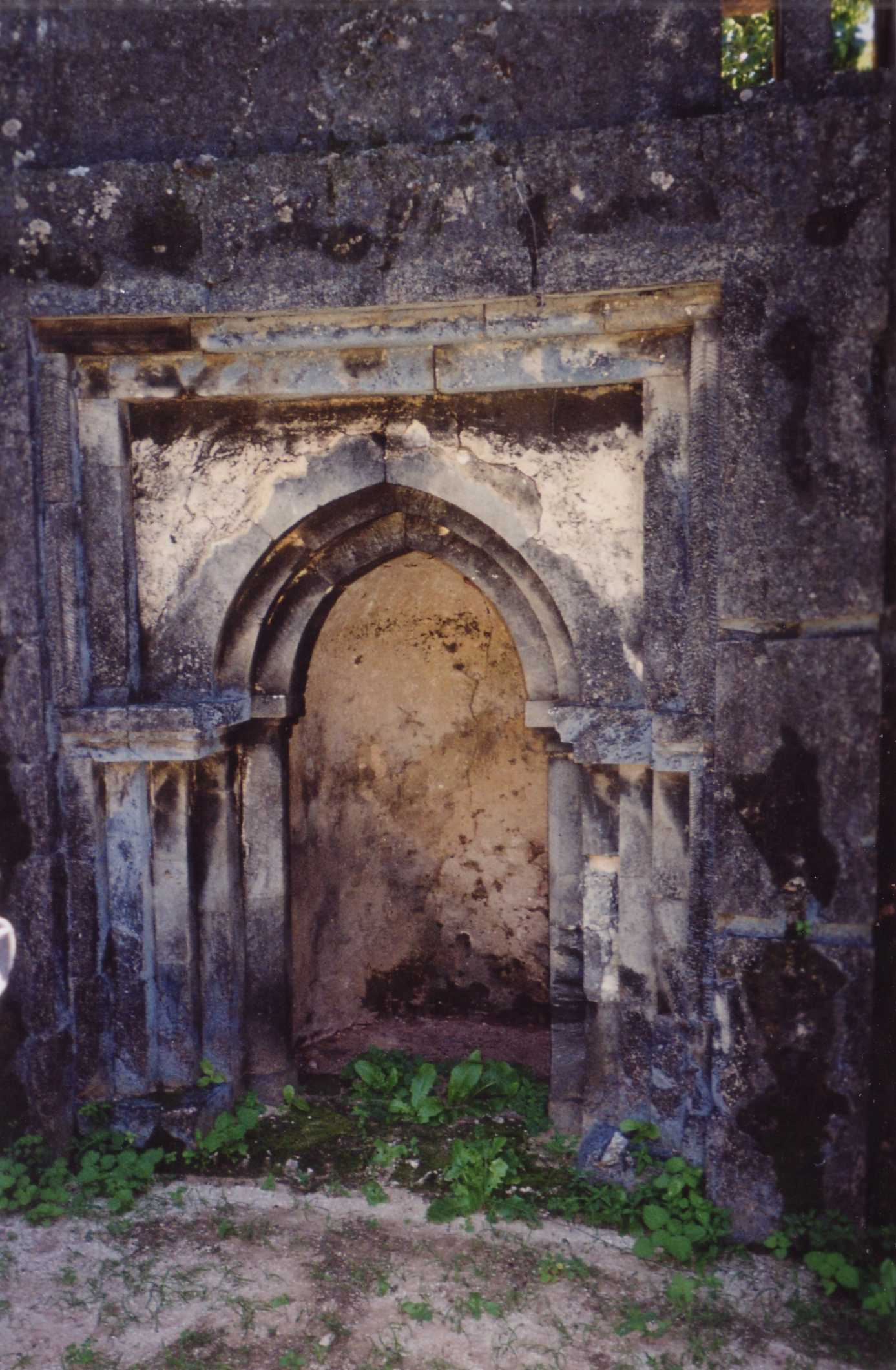
Durchgang, 2001

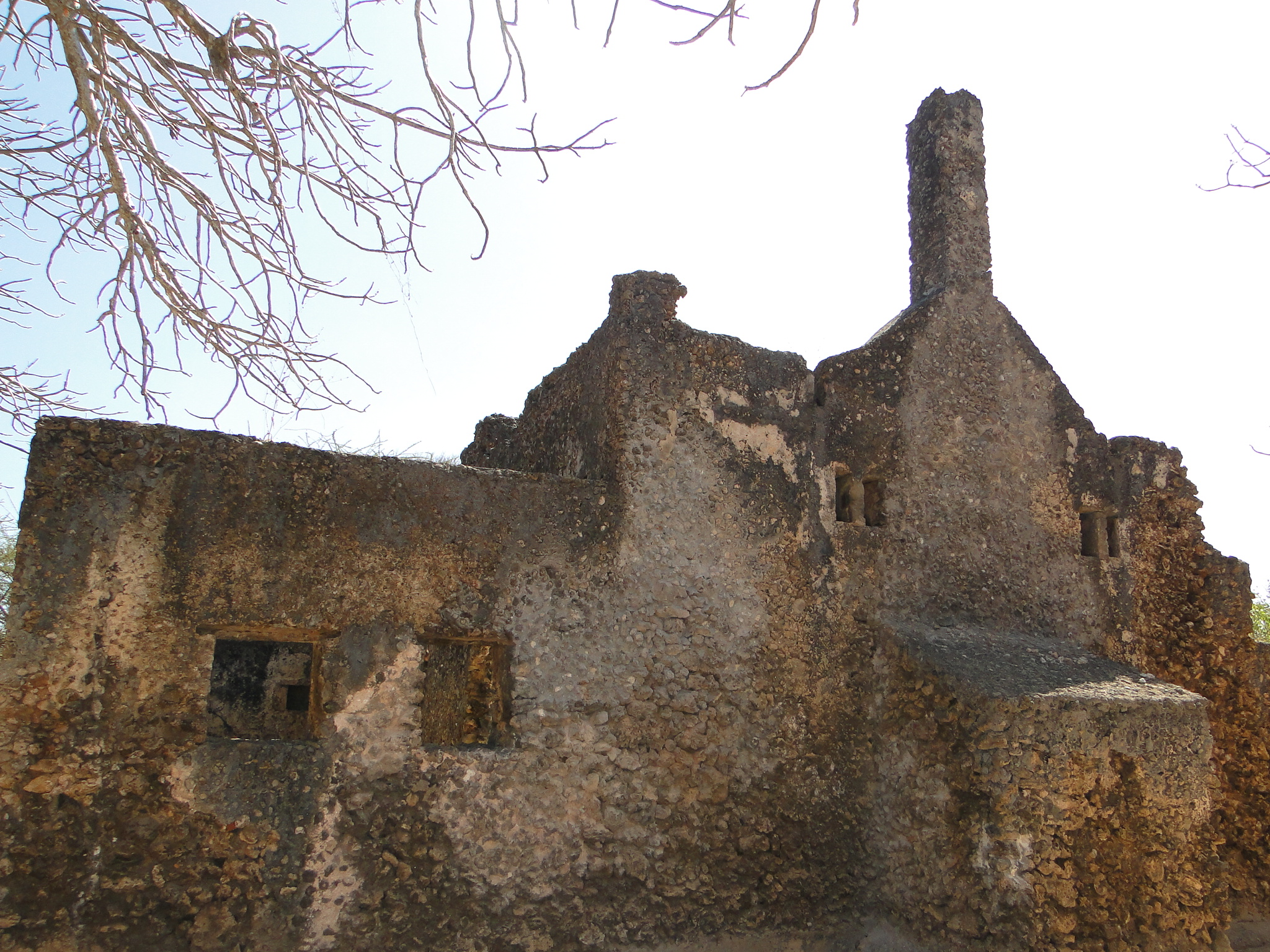
Moschee, Januar 2011

Takwa ist eine Ruinenstadt auf der Insel Manda (Lamu County) in Kenia. Takwa war eine Swahili-Handelsstadt aus dem 15./16. Jahrhundert. Takwa liegt im Südosten von Manda Island, an der engsten Stelle der Insel. Die Siedlung wurde im 17. Jahrhundert aufgegeben, wahrscheinlich als Resultat der zunehmenden Versalzung des Trinkwassers und der immer wieder stattfindenden Kämpfe zwischen den Bewohnern Takwas und den Bewohnern der Nachbarinsel Pate. 1982 wurden die Ruinen zum National Monument erklärt.
Zur Fundstätte gehören die Überreste einer großen Freitagsmoschee mit einer großen Säule an der Qiblawand. Es wird angenommen, dass die Säule das Grab eines Scheiches oder Sayyids markierte.